# Zarudka, Prîlukî
Zarudka (în ucraineană Зарудка) este un sat în comuna Znameanka din raionul Prîlukî, regiunea Cernihiv, Ucraina.

## Demografie
Componența lingvistică a localității Zarudka
     Ucraineană (82,14%)
     Rusă (17,86%)
Conform recensământului din 2001, majoritatea populației localității Zarudka era vorbitoare de ucraineană (82,14%), existând în minoritate și vorbitori de rusă (17,86%).